# Lee Hup Wei
Lee Hup Wei (李合偉S; Kajang, 5 maggio 1987) è un altista malaysiano, primo atleta della Malaysia a raggiungere una finale mondiale nel 2019 a Doha.

## Palmarès
| Anno | Manifestazione               | Sede              | Evento        | Risultato      | Prestazione | Note |
| ---- | ---------------------------- | ----------------- | ------------- | -------------- | ----------- | ---- |
| 2005 | Campionati asiatici          | Incheon           | Salto in alto | 8º             | 2,10 m      |      |
| 2005 | Giochi del Sud-est asiatico  | Manila            | Salto in alto | 5º             | 2,11 m      |      |
| 2006 | Campionati asiatici juniores | Taipa             | Salto in alto | 5º             | 2,14 m      |      |
| 2006 | Mondiali juniores            | Pechino           | Salto in alto | 17º (q)        | 2,10 m      |      |
| 2006 | Giochi asiatici              | Doha              | Salto in alto | 9º             | 2,15 m      |      |
| 2007 | Campionati asiatici          | Amman             | Salto in alto | Oro            | 2,24 m      |      |
| 2007 | Giochi del Sud-est asiatico  | Nakhon Ratchasima | Salto in alto | Oro            | 2,19 m      |      |
| 2008 | Giochi olimpici              | Pechino           | Salto in alto | 32º (q)        | 2,20 m      |      |
| 2009 | Campionati asiatici          | Canton            | Salto in alto | 5º             | 2,15 m      |      |
| 2009 | Giochi del Sud-est asiatico  | Vientiane         | Salto in alto | Oro            | 2,18 m      |      |
| 2010 | Campionati asiatici indoor   | Teheran           | Salto in alto | 13º            | 2,05 m      |      |
| 2010 | Giochi del Commonwealth      | Nuova Delhi       | Salto in alto | 5º             | 2,23 m      |      |
| 2010 | Giochi asiatici              | Canton            | Salto in alto | 9º             | 2,15 m      |      |
| 2011 | Giochi del Sud-est asiatico  | Palembang         | Salto in alto | Oro            | 2,15 m      |      |
| 2012 | Giochi olimpici              | Londra            | Salto in alto | 30º (q)        | 2,16 m      |      |
| 2013 | Campionati asiatici          | Pune              | Salto in alto | 13º            | 2,10 m      |      |
| 2015 | Campionati asiatici          | Wuhan             | Salto in alto | 13º            | 2,05 m      |      |
| 2017 | Campionati asiatici          | Bhubaneswar       | Salto in alto | 6º             | 2,20 m      |      |
| 2017 | Giochi del Sud-est asiatico  | Kuala Lumpur      | Salto in alto | Oro            | 2,24 m      |      |
| 2018 | Giochi del Commonwealth      | Gold Coast        | Salto in alto | 8º             | 2,21 m      |      |
| 2018 | Giochi asiatici              | Giacarta          | Salto in alto | 10º            | 2,20 m      |      |
| 2019 | Campionati asiatici          | Doha              | Salto in alto | 4º             | 2,26 m      |      |
| 2019 | Mondiali                     | Doha              | Salto in alto | 8º             | 2,27 m      |      |
| 2021 | Giochi olimpici              | Tokyo             | Salto in alto | Qualificazione | nm          |      |

## Altri competizioni internazionali
2010
- 5º in Coppa continentale ( Spalato), salto in alto - 2,25 m